# Новоіванівська сільська рада (Юр'ївський район)
| Новоіванівська сільська рада — орган місцевого самоврядування у Юр'ївському районі Дніпропетровської області з адміністративним центром в селі Новоіванівське. Новоіванівська сільська рада розташована в північно-східній частині Юр'ївського району Дніпропетровської області, за 20 км від районного центру. Сільській раді підпорядковані населені пункти: - c. Новоіванівське - с. Новотимофіївське - с. П'ятихатки |

## Склад ради
Рада складається з 12 депутатів та голови.

## Керівний склад сільської ради
| ПІБ                    | Основні відомості                                                         | Дата обрання | Дата звільнення |
| ---------------------- | ------------------------------------------------------------------------- | ------------ | --------------- |
| Калініч Олег Єфремович | Сільський голова, 1968 року народження, освіта, член народної партії      | 26.03.2006   | 31.10.2010      |
| Калініч Олег Єфремович | Сільський голова, 1968 року народження, освіта вища, член Партії регіонів | 31.10.2010   |                 |

Примітка: таблиця складена за даними джерела

## Соціальна сфера
На території сільської ради знаходяться такі об'єкти соціальної сфери:
- Новоіванівська СЗОШ;
- Новоіванівський дитячий садок «Веселка»;
- Новоіванівський фельдшерсько-акушерський пункт;
- Новоіванівський сільський будинок культури;
- Новоіванівська сільська бібліотека.